# Geminiano Montanari
Geminiano Montanari (1 de junio de 1633 - 13 de octubre de 1687) fue un astrónomo italiano, fabricante de lentes, y defensor de la aproximación experimental a la ciencia. Fue el primer astrónomo en dejar constancia del brillo variable de la estrella Algol.

## Semblanza
Montanari nació en Módena. Estudió leyes en Florencia, y se graduó en la Universidad de Salzburgo.  En 1662 o 1663 se trasladó a Bolonia, donde dibujó un detallado mapa de la Luna, para lo que utilizó un micrómetro ocular de su propia invención.  También realizó observaciones sobre la capilaridad, sobre cuestiones de estática, y sugirió que la viscosidad de un líquido dependía de la forma de sus moléculas. En 1669 sucedió a Giovanni Cassini como profesor de astronomía en el observatorio de Panzano, cercano a Módena, donde uno de sus deberes era compilar un almanaque astrológico. En la edición de 1665, Cassini deliberadamente escribió los pronósticos del almanaque enteramente al azar, para demostrar que estas predicciones tenían tantas posibilidades de cumplirse como las basadas en la astrología.  Poco tiempo después, Galileo Galilei (experimentalista como Montanari), se sumó a la batalla contra los puntos de vista más místicos de científicos como Donato Rossetti.
El 21 de marzo de 1676 Montanari informó del avistamiento de un cometa a Edmund Halley.
Las observaciones de Montanari del Gran Cometa de 1680 son citadas dos veces en los Principia de Isaac Newton.
En 1679 Montanari aceptó un puesto de profesor en Padua, pero casi todos los registros de este periodo de su vida se han perdido. Sobrevive una carta de 1682 registrando un avistamiento del Cometa Halley.  También escribió sobre economía, observando que la demanda para una mercancía particular es fija, y haciendo comentarios sobre la acuñación de moneda y el valor de dinero (1683).
Estrella Algol
Montanari es conocido por haber observado alrededor de 1667 el brillo variable de Algol, la segunda estrella más brillante de la constelación de Perseo. Es probable que otros astrónomos ya hubieran observado anteriormente este efecto, pero Montanari fue el primero en dejar constancia escrita de este hecho. Los nombres de la estrella en árabe, hebreo y otras lenguas, hacen referencia al concepto de "ghoul" o "demonio", lo que podría implicar que su comportamiento inusual ya había sido reconocido desde la antigüedad.

## Publicaciones

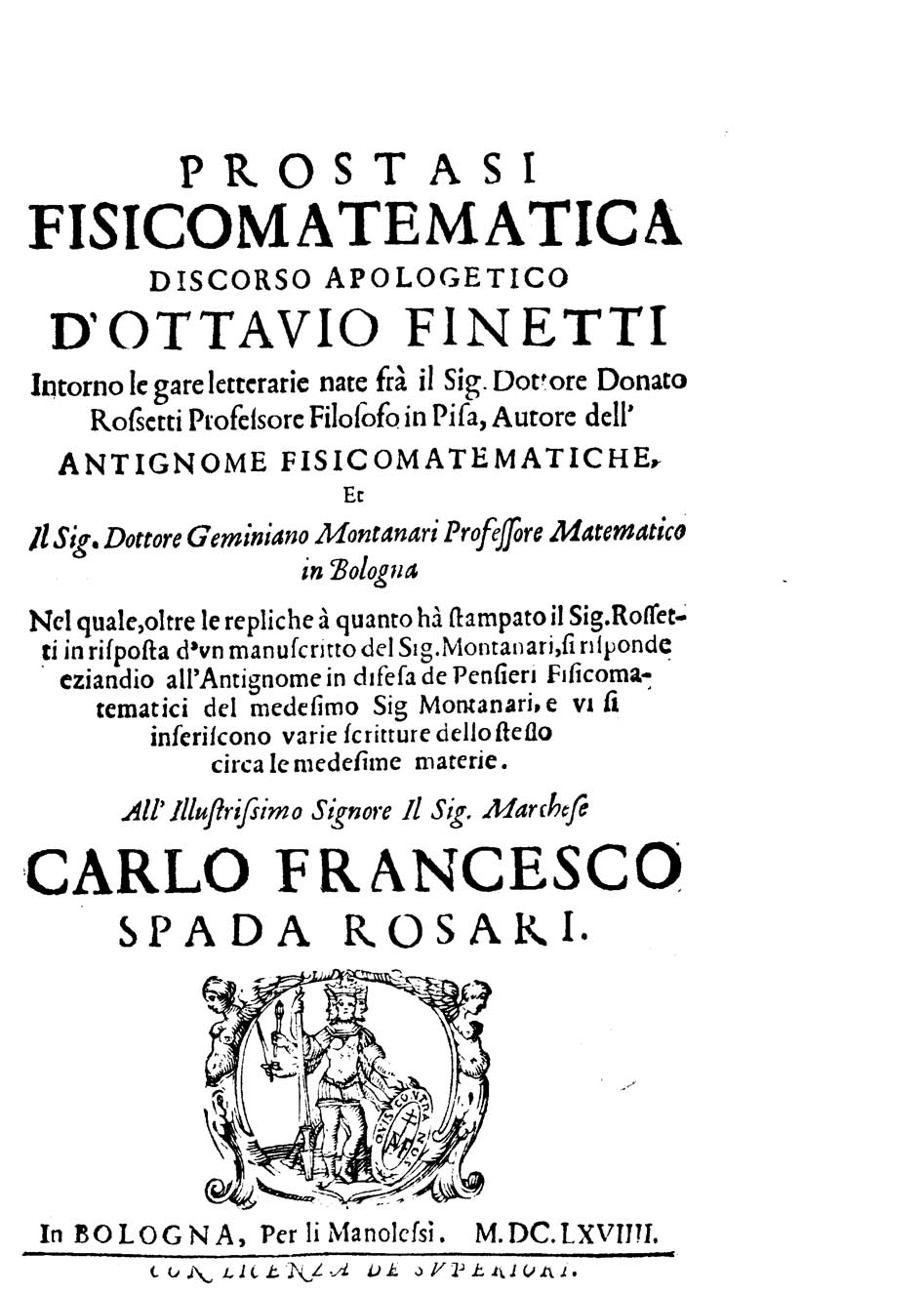
Prostasi fisicomatematica, 1669

- De motionibus naturalibus a gravitate pendentibus (1667)
- Pensieri fisico-matematici (1667)
- La Livella Diottrica (The Spirit Level) (1674)
- Trattato mercantile delle monete (1680)
- L'Astrologia Convinta di Falso col Mezzo di Nuove Esperienze e Ragioni Fisico-Astronomiche o sia la Caccia del Frugnuolo (1685), in which Montanari describes his and his colleagues' random predictions intended to disprove astrology

## Eponimia
- El cráter lunar Montanari lleva este nombre en su memoria.[2]
- El asteroide (8421) Montanari también conmemora su nombre.[3]

## Lecturas relacionadas
- Gómez López, Susana, Le passioni degli atomi. Montanari e Rossetti: Una polemica tra galileiani, Florence, Leo S. Olschki, 1997.
- Rotta, Sergio, 'Scienza e "pubblica felicità" in G. Montanari', in Miscellanea Seicento, Florence, Le Monnier, 1971, vol. 2, pp. 65-208.
- Vanzo, Alberto, 'Experiment and Speculation in Seventeenth-Century Italy: The Case of Geminiano Montanari', Studies in History and Philosophy of Science, 56 (2016), pp. 52-61.